# 청운초등학교 갈운분교
청운초등학교 갈운분교는 대한민국 경기도 양평군 청운면 갈운리에 있었던 초등학교이다.

## 연혁
- 1948년 9월 1일 청운국민학교 갈운분실 인가
- 1955년 4월 10일 갈운국민학교 설립 인가
- 1985년 3월 1일 신론국민학교 도원분교장 편입
- 1985년 9월 1일 병설유치원 개원
- 1995년 3월 1일 청운국민학교 갈운분교장으로 격하
- 2000년 2월 29일 청운초등학교로 통폐합